# Большой Двор (Тоншаловское сельское поселение)
Большой Двор — деревня в Череповецком районе Вологодской области.
Входит в состав Тоншаловского сельского поселения, с точки зрения административно-территориального деления — в Тоншаловский поссовет.
Расстояние по автодороге до районного центра Череповца — 19 км, до центра муниципального образования Тоншалово — 6 км. Ближайшие населённые пункты — Никитино, Носовское, Сельца.
По переписи 2002 года население — 91 человек (41 мужчина, 50 женщин). Преобладающая национальность — русские (80 %).